# Pseudohowella intermedia
Pseudohowella intermedia és una espècie de peix pertanyent a la família dels acropomàtids i l'única del gènere Pseudohowella.

## Hàbitat
És un peix marí i batidemersal que viu entre 100 i 700 m de fondària.

## Distribució geogràfica
Es troba al Pacífic: Papua Nova Guinea i les illes Hawaii.

## Observacions
És inofensiu per als humans.